# Triptofol

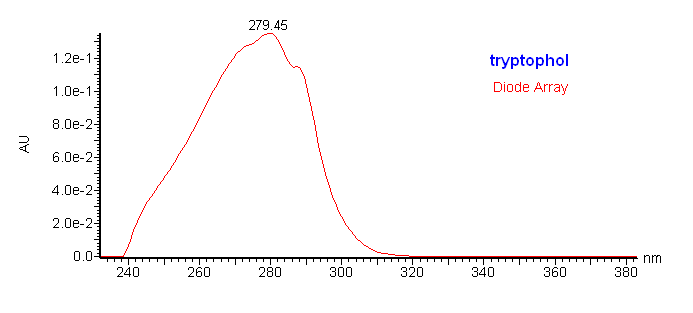
Espectro UV/visível do triptofol

Triptofol é um álcool aromático que induz sono em humanos. É encontrado no vinho como subproduto da fermentação do etanol. Também é produzida pelo parasita tripanossômico na doença do sono.
Forma-se no fígado como efeito colateral do tratamento com dissulfiram.

## Ocorrências naturais
Triptofol pode ser encontrado nas pontas das folhas ou sementes de Pinus sylvestris. É produzida pelo parasita tripanossômico (Trypanosoma brucei) na doença do sono (tripanossomíase africana). Triptofol é encontrado no vinho e na cerveja como um produto secundário da fermentação (um produto também conhecido como congênere) por Saccharomyces cerevisiae. É também um auto-antibiótico produzido pelo fungo Candida albicans. Também pode ser isolado da esponja marinha Ircinia spiculosa.

## Metabolismo

### Biossíntese
Foi descrito pela primeira vez por Felix Ehrlich em 1912. Ehrlich demonstrou que a levedura ataca os aminoácidos naturais essencialmente separando o dióxido de carbono e substituindo o grupo amino por hidroxila. Por essa reação, o triptofano dá origem ao triptofol. O triptofano é primeiro desaminado em 3-indolepiruvato. É então descarboxilado em indol acetaldeído pela indolepiruvato descarboxilase. Este último composto é transformado em triptofol pela álcool desidrogenase.
É formado a partir do triptofano, juntamente com o ácido indol-3-acético em ratos infectados por Trypanosoma brucei gambiense.
Uma conversão eficiente de triptofano em ácido indol-3-acético e/ou triptofol pode ser alcançada por algumas espécies de fungos do gênero Rhizoctonia.

### Biodegradação
Em Cucumis sativus (pepino), as enzimas indol-3-acetaldeído redutase (NADH) e indol-3-acetaldeído redutase (NADPH) usam triptofol para formar (indol-3-il) acetaldeído.

### Glicosídeos
A alga unicelular Euglena gracilis converte o triptofol exógeno em dois metabólitos principais: triptofol galactosídeo e um composto desconhecido (um éster de triptofol) e em pequenas quantidades de ácido indol-3-acético, acetato de triptofol e glicosídeo de triptofol.

## Efeitos biológicos
Triptofol e seus derivados 5-hidroxitriptofol e 5-metoxitriptofol, induzem o sono em camundongos. Triptofol induz um estado semelhante ao sono que dura menos de uma hora na dose de 250 mg/kg. Esses compostos podem desempenhar um papel nos mecanismos fisiológicos do sono. Pode ser um análogo funcional da serotonina ou da melatonina, compostos envolvidos na regulação do sono.
Triptofol apresenta genotoxicidade in vitro.
Triptofol é uma molécula sinalizadora de "quorum sensing" para a levedura Saccharomyces cerevisiae. Também é encontrado na corrente sanguínea de pacientes com tripanossomíase crônica. Por esse motivo, pode ser uma molécula sensora de quorum para o parasita tripanossoma.
No caso de infecção por tripanossoma, o triptofol diminui a resposta imunológica do hospedeiro.
Por se formar no fígado após a ingestão de etanol ou tratamento com dissulfiram, também está associado ao estudo do alcoolismo. Foi demonstrado que o pirazol e o etanol inibem a conversão do triptofol exógeno em ácido indol-3-acético e potencializam os efeitos hipotérmicos indutores do sono do triptofol em camundongos.
É um promotor de crescimento dos segmentos de hipocótilo do pepino. A ação auxínica em termos da embriogênese somática é ainda melhor para o triptofol arabinosídeo em fragmentos de hipocótilo de Cucurbita pepo.